# Pseudargyria marginepunctalis
Pseudargyria marginepunctalis là một loài bướm đêm trong họ Crambidae.